# Segunda fase da Copa Libertadores da América de 2012
A segunda fase da Copa Libertadores da América de 2012, também conhecida como fase de grupos, foi disputada entre 7 de fevereiro e 19 de abril. O sorteio dos grupos ocorreu em Assunção, no Paraguai, em 25 de novembro de 2011.
O campeão e o vice de cada grupo ao final de seis jogos disputados dentro dos grupos avançaram à fase final, iniciando a partir das oitavas.

## Critérios de desempate
De acordo com o regulamento estabelecido para esta edição, caso duas ou mais equipes empatem em números de pontos ao final da segunda fase, os seguintes critérios serão aplicados:
1. melhor saldo de gols entre as equipes em questão;
2. maior número de gols marcados entre as equipes em questão;
3. maior número de gols marcados como visitante entre as equipes em questão;
4. sorteio.

## Grupos
|  | Equipes classificadas para a fase final |
|  | Equipes eliminadas                      |

Todas as partidas estão no horário local.

### Grupo 1
| Equipe        | Pts | J | V | E | D | GP | GC | SG |
| ------------- | --- | - | - | - | - | -- | -- | -- |
| Santos        | 13  | 6 | 4 | 1 | 1 | 12 | 5  | +7 |
| Internacional | 8   | 6 | 2 | 2 | 2 | 10 | 6  | +4 |
| The Strongest | 7   | 6 | 2 | 1 | 3 | 5  | 11 | –6 |
| Juan Aurich   | 6   | 6 | 2 | 0 | 4 | 4  | 9  | –5 |

| 9 de fevereiro | Internacional          | 2 – 0     | Juan Aurich | Estádio Beira-Rio, Porto Alegre |
| 20:00 (UTC-2)  | Oscar 23' · Dátolo 89' | Relatório |             | Árbitro: URU Líber Prudente     |

| 15 de fevereiro | The Strongest               | 2 – 1     | Santos      | Estádio Hernando Siles, La Paz |
| 17:55 (UTC-4)   | Cristaldo 33' · Ramallo 90' | Relatório | Henrique 9' | Árbitro: ECU Carlos Vera       |

| 23 de fevereiro | The Strongest              | 2 – 1     | Juan Aurich     | Estádio Hernando Siles, La Paz |
| 20:45 (UTC-4)   | González 26' · Escobar 76' | Relatório | Vaca 23' (g.c.) | Árbitro: ARG Federico Beligoy  |

| 7 de março    | Santos                     | 3 – 1     | Internacional      | Estádio Vila Belmiro, Santos |
| 19:45 (UTC-3) | Neymar 18' (pen), 53', 64' | Relatório | Leandro Damião 63' | Árbitro: BRA Evandro Roman   |

| 13 de março   | Internacional                                       | 5 – 0     | The Strongest | Estádio Beira-Rio, Porto Alegre |
| 22:00 (UTC-3) | Dagoberto 3' · Leandro Damião 6', 56', 72' · Jô 80' | Relatório |               | Árbitro: PAR Antonio Arias      |

| 15 de março   | Juan Aurich | 1 – 3     | Santos                              | Estádio Elías Aguirre, Chiclayo |
| 17:45 (UTC-5) | Tejada 14'  | Relatório | Fucile 35' · Ganso 39' · Borges 68' | Árbitro: URU Roberto Silvera    |

| 21 de março   | The Strongest | 1 – 1     | Internacional | Estádio Hernando Siles, La Paz |
| 18:45 (UTC-4) | Ramallo 46'   | Relatório | Gilberto 88'  | Árbitro: ECU Omar Ponce        |

| 22 de março   | Santos                       | 2 – 0     | Juan Aurich | Estádio do Pacaembu, São Paulo |
| 22:00 (UTC-3) | Edu Dracena 15' · Neymar 58' | Relatório |             | Árbitro: ARG Patricio Loustau  |

| 4 de abril    | Internacional | 1 – 1     | Santos          | Estádio Beira-Rio, Porto Alegre |
| 21:50 (UTC-3) | Nei 8'        | Relatório | Alan Kardec 64' | Árbitro: BRA Sandro Ricci       |

| 5 de abril    | Juan Aurich | 1 – 0     | The Strongest | Estádio Elías Aguirre, Chiclayo |
| 20:30 (UTC-5) | Araújo 20'  | Relatório |               | Árbitro: ECU Alfredo Intriago   |

| 19 de abril   | Santos                       | 2 – 0     | The Strongest | Estádio Vila Belmiro, Santos |
| 19:45 (UTC-3) | Alan Kardec 85' · Neymar 87' | Relatório |               | Árbitro: PAR Julio Quintana  |

| 19 de abril   | Juan Aurich | 1 – 0     | Internacional | Estádio Elías Aguirre, Chiclayo |
| 17:45 (UTC-5) | Tejada 14'  | Relatório |               | Árbitro: VEN Marlon Escalante   |

### Grupo 2
| Equipe   | Pts | J | V | E | D | GP | GC | SG |
| -------- | --- | - | - | - | - | -- | -- | -- |
| Lanús    | 10  | 6 | 3 | 1 | 2 | 11 | 6  | +5 |
| Emelec   | 9   | 6 | 3 | 0 | 3 | 7  | 8  | –1 |
| Flamengo | 8   | 6 | 2 | 2 | 2 | 12 | 10 | +2 |
| Olimpia  | 7   | 6 | 2 | 1 | 3 | 10 | 16 | –6 |

| 9 de fevereiro | Emelec             | 1 – 0     | Olimpia | Estádio George Capwell, Guaiaquil |
| 21:30 (UTC-5)  | Figueroa 50' (pen) | Relatório |         | Árbitro: COL Wilmar Roldán        |

| 15 de fevereiro | Lanús        | 1 – 1     | Flamengo      | Estádio La Fortaleza, Lanús  |
| 21:00 (UTC-3)   | Carranza 74' | Relatório | Léo Moura 45' | Árbitro: URU Roberto Silvera |

| 23 de fevereiro | Olimpia                    | 2 – 1     | Lanús      | Estádio Dr. Nicolás Leoz, Assunção |
| 19:30 (UTC-3)   | Marín 24' · Biancucchi 79' | Relatório | Araujo 71' | Árbitro: URU Darío Ubriaco         |

| 8 de março    | Flamengo        | 1 – 0     | Emelec | Estádio Engenhão, Rio de Janeiro |
| 19:30 (UTC-3) | Vágner Love 48' | Relatório |        | Árbitro: URU Darío Ubriaco       |

| 13 de março   | Lanús      | 1 – 0     | Emelec | Estádio La Fortaleza, Lanús  |
| 19:45 (UTC-3) | Pavone 71' | Relatório |        | Árbitro: PER Víctor Carrillo |

| 15 de março   | Flamengo                                                 | 3 – 3     | Olimpia                                  | Estádio Engenhão, Rio de Janeiro |
| 22:00 (UTC-3) | Bottinelli 37' · Ronaldinho 56' (pen) · Luiz Antônio 63' | Relatório | Zeballos 76' · Caballero 84' · Marín 88' | Árbitro: COL José Buitrago       |

| 20 de março   | Emelec | 0 – 2     | Lanús            | Estádio George Capwell, Guaiaquil |
| 18:15 (UTC-5) |        | Relatório | Regueiro 5', 87' | Árbitro: CHI Enrique Osses        |

| 28 de março   | Olimpia                                | 3 – 2     | Flamengo                         | Estádio Defensores del Chaco, Assunção |
| 22:00 (UTC-3) | Órteman 6' · Zeballos 52' · Aranda 70' | Relatório | Vágner Love 48' · Bottinelli 77' | Árbitro: CHI Enrique Osses             |

| 3 de abril    | Lanús                                                                     | 6 – 0     | Olimpia | Estádio La Fortaleza, Lanús |
| 19:45 (UTC-3) | Pavone 13', 54' · Camoranesi 29' · Regueiro 70' · Valeri 77' · Romero 84' | Relatório |         | Árbitro: PER Víctor Rivera  |

| 4 de abril    | Emelec                               | 3 – 2     | Flamengo                     | Estádio George Capwell, Guaiaquil |
| 19:50 (UTC-5) | Figueroa 33', 82' · Gaibor 90' (pen) | Relatório | Bagüí 8' (g.c.) · Deivid 42' | Árbitro: URU Martín Vázquez       |

| 12 de abril   | Flamengo                                     | 3 – 0     | Lanús | Estádio Engenhão, Rio de Janeiro |
| 19:30 (UTC-3) | Welinton 17' · Deivid 41' · Luiz Antônio 49' | Relatório |       | Árbitro: COL Wilmar Roldán       |

| 12 de abril   | Olimpia                          | 2 – 3     | Emelec                                      | Estádio Defensores del Chaco, Assunção |
| 18:30 (UTC-4) | Castorino 45+1' · Zeballos 90+1' | Relatório | Mondaini 66' · Mena 87' · J. Quiñónez 90+2' | Árbitro: URU Roberto Silvera           |

### Grupo 3
| Equipe                 | Pts | J | V | E | D | GP | GC | SG |
| ---------------------- | --- | - | - | - | - | -- | -- | -- |
| Unión Española         | 10  | 6 | 3 | 1 | 2 | 10 | 7  | +3 |
| Bolívar                | 10  | 6 | 3 | 1 | 2 | 9  | 7  | +2 |
| Junior de Barranquilla | 7   | 6 | 2 | 1 | 3 | 8  | 8  | 0  |
| Universidad Católica   | 6   | 6 | 1 | 3 | 2 | 6  | 11 | –5 |

| 8 de fevereiro | Unión Española            | 2 – 0     | Junior de Barranquilla | Estádio Santa Laura, Santiago |
| 18:45 (UTC-3)  | Herrera 64' · Cordero 65' | Relatório |                        | Árbitro: PAR Julio Quintana   |

| 9 de fevereiro | Universidad Católica | 1 – 1     | Bolívar      | Estádio San Carlos de Apoquindo, Santiago |
| 21:15 (UTC-3)  | Ovelar 43'           | Relatório | Ferreira 37' | Árbitro: ARG Patricio Loustau             |

| 21 de fevereiro | Bolívar      | 1 – 3     | Unión Española                      | Estádio Hernando Siles, La Paz |
| 20:30 (UTC-4)   | Rodríguez 1' | Relatório | Díaz 62' · Herrera 66' · Pineda 84' | Árbitro: PAR Enrique Cáceres   |

| 23 de fevereiro | Universidad Católica | 2 – 2     | Junior de Barranquilla       | Estádio San Carlos de Apoquindo, Santiago |
| 21:45 (UTC-3)   | Gutiérrez 19', 26'   | Relatório | Hernández 52' · Quiñónes 60' | Árbitro: ARG Pablo Lunati                 |

| 6 de março    | Unión Española | 1 – 1     | Universidad Católica | Estádio Santa Laura, Santiago |
| 21:45 (UTC-3) | Herrera 45'    | Relatório | Andía 38'            | Árbitro: CHI Claudio Puga     |

| 8 de março    | Junior de Barranquilla | 0 – 1     | Bolívar      | Estádio Metropolitano, Barranquilla |
| 22:00 (UTC-5) |                        | Relatório | Ferreira 80' | Árbitro: VEN Juan Soto              |

| 20 de março   | Bolívar                  | 2 – 1     | Junior de Barranquilla | Estádio Hernando Siles, La Paz |
| 21:30 (UTC-4) | Álvarez 30' · Campos 39' | Relatório | Ruiz 67'               | Árbitro: PER Víctor Rivera     |

| 28 de março   | Universidad Católica   | 2 – 1     | Unión Española | Estádio San Carlos de Apoquindo, Santiago |
| 19:45 (UTC-3) | Ovelar 7' · Gazale 87' | Relatório | Villagra 85'   | Árbitro: CHI Patricio Polic               |

| 4 de abril    | Junior de Barranquilla               | 3 – 0     | Universidad Católica | Estádio Metropolitano, Barranquilla |
| 19:50 (UTC-5) | Vélez 45' · Páez 85' · Hernández 90' | Relatório |                      | Árbitro: BRA Paulo de Oliveira      |

| 10 de abril   | Unión Española         | 2 – 1     | Bolívar     | Estádio Santa Laura, Santiago |
| 20:45 (UTC-3) | Leal 17' · Herrera 66' | Relatório | Cantero 82' | Árbitro: BRA Héber Lopes      |

| 17 de abril   | Bolívar                              | 3 – 0     | Universidad Católica | Estádio Hernando Siles, La Paz |
| 21:30 (UTC-4) | Frontini 1' · Flores 27' · Lizio 48' | Relatório |                      | Árbitro: ECU Carlos Vera       |

| 17 de abril   | Junior de Barranquilla              | 2 – 1     | Unión Española | Estádio Metropolitano, Barranquilla |
| 20:30 (UTC-5) | Cárdenas 22' (pen) · Páez 34' (pen) | Relatório | Vecchio 12'    | Árbitro: ARG Federico Beligoy       |

### Grupo 4
| Equipe             | Pts | J | V | E | D | GP | GC | SG |
| ------------------ | --- | - | - | - | - | -- | -- | -- |
| Fluminense         | 15  | 6 | 5 | 0 | 1 | 7  | 4  | +3 |
| Boca Juniors       | 13  | 6 | 4 | 1 | 1 | 9  | 3  | +6 |
| Arsenal de Sarandí | 6   | 6 | 2 | 0 | 4 | 6  | 7  | –1 |
| Zamora             | 1   | 6 | 0 | 1 | 5 | 0  | 8  | –8 |

| 7 de fevereiro | Fluminense | 1 – 0     | Arsenal de Sarandí | Estádio Engenhão, Rio de Janeiro |
| 22:00 (UTC-2)  | Fred 2'    | Relatório |                    | Árbitro: PAR Antonio Arias       |

| 14 de fevereiro  | Zamora | 0 – 0     | Boca Juniors | Estádio La Carolina, Barinas |
| 19:45 (UTC-4:30) |        | Relatório |              | Árbitro: COL José Buitrago   |

| 21 de fevereiro | Arsenal de Sarandí                        | 3 – 0     | Zamora | Estádio Julio Humberto Grondona, Sarandí |
| 21:30 (UTC-3)   | Ortiz 1' · Carbonero 15' · Leguizamón 43' | Relatório |        | Árbitro: CHI Enrique Osses               |

| 7 de março    | Boca Juniors | 1 – 2     | Fluminense         | Estádio La Bombonera, Buenos Aires |
| 22:00 (UTC-3) | Somoza 46'   | Relatório | Fred 9' · Deco 54' | Árbitro: PAR Carlos Amarilla       |

| 14 de março   | Arsenal de Sarandí  | 1 – 2     | Boca Juniors             | Estádio Julio Humberto Grondona, Sarandí |
| 19:45 (UTC-3) | Rodríguez 9' (g.c.) | Relatório | Mouche 28' · Ledesma 67' | Árbitro: ARG Pablo Lunati                |

| 14 de março   | Fluminense   | 1 – 0     | Zamora | Estádio Engenhão, Rio de Janeiro |
| 19:45 (UTC-3) | Anderson 57' | Relatório |        | Árbitro: CHI Patricio Polic      |

| 29 de março   | Boca Juniors                   | 2 – 0     | Arsenal de Sarandí | Estádio La Bombonera, Buenos Aires |
| 19:45 (UTC-3) | Ledesma 49' · Sánchez Miño 88' | Relatório |                    | Árbitro: ARG Patricio Loustau      |

| 29 de março      | Zamora | 0 – 1     | Fluminense       | Estádio La Carolina, Barinas |
| 20:30 (UTC-4:30) |        | Relatório | Rafael Sóbis 78' | Árbitro: ECU Carlos Vera     |

| 10 de abril      | Zamora | 0 – 1     | Arsenal de Sarandí | Estádio La Carolina, Barinas |
| 19:15 (UTC-4:30) |        | Relatório | Caffa 29' (pen)    | Árbitro: PAR Julio Quintana  |

| 11 de abril   | Fluminense | 0 – 2     | Boca Juniors                     | Estádio Engenhão, Rio de Janeiro |
| 22:00 (UTC-3) |            | Relatório | Cvitanich 33' · Sánchez Miño 74' | Árbitro: URU Darío Ubriaco       |

| 18 de abril   | Boca Juniors              | 2 – 0     | Zamora | Estádio La Bombonera, Buenos Aires |
| 19:30 (UTC-3) | Blandi 67' · Riquelme 74' | Relatório |        | Árbitro: BOL Raúl Orosco           |

| 18 de abril   | Arsenal de Sarandí | 1 – 2     | Fluminense                         | Estádio Julio Humberto Grondona, Sarandí |
| 19:30 (UTC-3) | Aguirre 80'        | Relatório | Carlinhos 34' · Rafael Moura 90+2' | Árbitro: URU Roberto Silvera             |

### Grupo 5
| Equipe        | Pts | J | V | E | D | GP | GC | SG |
| ------------- | --- | - | - | - | - | -- | -- | -- |
| Libertad      | 13  | 6 | 4 | 1 | 1 | 11 | 7  | +4 |
| Vasco da Gama | 13  | 6 | 4 | 1 | 1 | 10 | 6  | +4 |
| Nacional      | 6   | 6 | 2 | 0 | 4 | 5  | 7  | –2 |
| Alianza Lima  | 3   | 6 | 1 | 0 | 5 | 6  | 12 | –6 |

| 8 de fevereiro | Vasco da Gama  | 1 – 2     | Nacional                      | Estádio São Januário, Rio de Janeiro |
| 22:00 (UTC-2)  | Alecsandro 72' | Relatório | Dedé 30' (g.c.) · Sánchez 46' | Árbitro: COL José Buitrago           |

| 9 de fevereiro | Libertad                                                           | 4 – 1     | Alianza Lima | Estádio Dr. Nicolás Leoz, Assunção |
| 21:25 (UTC-3)  | Civelli 46' · Aquino 66' (pen) · Caballero 78' · Ibáñez 90' (g.c.) | Relatório | Arroé 27'    | Árbitro: URU Martín Vázquez        |

| 16 de fevereiro | Nacional    | 1 – 2     | Libertad                    | Estádio Gran Parque Central, Montevidéu |
| 20:15 (UTC-2)   | Aguirre 23' | Relatório | Samudio 58' · Caballero 63' | Árbitro: ARG Saúl Laverni               |

| 6 de março    | Vasco da Gama                                   | 3 – 2     | Alianza Lima               | Estádio São Januário, Rio de Janeiro |
| 21:45 (UTC-3) | Ramos 20' (g.c.) · Dedé 59' · Juninho 80' (pen) | Relatório | Charquero 17' · Ibáñez 85' | Árbitro: ARG Diego Abal              |

| 13 de março   | Alianza Lima  | 1 – 0     | Nacional | Estádio Alejandro Villanueva, Lima |
| 20:00 (UTC-5) | Fernández 15' | Relatório |          | Árbitro: COL Wilmar Roldán         |

| 14 de março   | Libertad  | 1 – 1     | Vasco da Gama   | Estádio Dr. Nicolás Leoz, Assunção |
| 22:00 (UTC-3) | Núñez 69' | Relatório | Diego Souza 16' | Árbitro: CHI Enrique Osses         |

| 21 de março   | Vasco da Gama                | 2 – 0     | Libertad | Estádio São Januário, Rio de Janeiro |
| 22:00 (UTC-3) | Juninho 52' · Alecsandro 61' | Relatório |          | Árbitro: COL Wilmar Roldán           |

| 27 de março   | Nacional   | 1 – 0     | Alianza Lima | Estádio Centenario, Montevidéu |
| 19:15 (UTC-3) | Viudez 68' | Relatório |              | Árbitro: ARG Néstor Pittana    |

| 3 de abril    | Alianza Lima | 1 – 2     | Vasco da Gama           | Estádio Alejandro Villanueva, Lima |
| 20:00 (UTC-5) | Curiel 76'   | Relatório | Fellipe Bastos 17', 70' | Árbitro: ARG Saúl Laverni          |

| 5 de abril    | Libertad                    | 2 – 1     | Nacional  | Estádio Dr. Nicolás Leoz, Assunção |
| 20:15 (UTC-3) | Velázquez 65' · Cáceres 90' | Relatório | Viudez 9' | Árbitro: ECU Omar Ponce            |

| 12 de abril   | Alianza Lima | 1 – 2     | Libertad                | Estádio Alejandro Villanueva, Lima |
| 19:50 (UTC-5) | Hurtado 22'  | Relatório | Camacho 53' · Núñez 74' | Árbitro: VEN Juan Soto             |

| 12 de abril   | Nacional | 0 – 1     | Vasco da Gama   | Estádio Gran Parque Central, Montevidéu |
| 21:50 (UTC-3) |          | Relatório | Diego Souza 56' | Árbitro: ARG Pablo Lunati               |

### Grupo 6
| Equipe            | Pts | J | V | E | D | GP | GC | SG  |
| ----------------- | --- | - | - | - | - | -- | -- | --- |
| Corinthians       | 14  | 6 | 4 | 2 | 0 | 13 | 2  | +11 |
| Cruz Azul         | 11  | 6 | 3 | 2 | 1 | 11 | 4  | +7  |
| Nacional          | 4   | 6 | 1 | 1 | 4 | 6  | 13 | –7  |
| Deportivo Táchira | 3   | 6 | 0 | 3 | 3 | 4  | 15 | –11 |

| 8 de fevereiro | Nacional   | 1 – 2     | Cruz Azul      | Estádio Dr. Nicolás Leoz, Assunção |
| 18:45 (UTC-3)  | Bogado 20' | Relatório | Orozco 5', 28' | Árbitro: ARG Néstor Pittana        |

| 15 de fevereiro  | Deportivo Táchira | 1 – 1     | Corinthians | Estádio Polideportivo de Pueblo Nuevo, San Cristóbal |
| 19:30 (UTC-4:30) | Herrera 21'       | Relatório | Ralf 90+4'  | Árbitro: COL Wilmar Roldán                           |

| 21 de fevereiro | Cruz Azul                                             | 4 – 0     | Deportivo Táchira | Estádio Azul, Cidade do México |
| 20:45 (UTC-6)   | Cortés 18' (pen) · Perea 54' · Orozco 78' · Villa 81' | Relatório |                   | Árbitro: COL Imer Machado      |

| 7 de março    | Corinthians                     | 2 – 0     | Nacional | Estádio do Pacaembu, São Paulo |
| 22:00 (UTC-3) | Danilo 38' · Jorge Henrique 67' | Relatório |          | Árbitro: CHI Enrique Osses     |

| 13 de março   | Nacional                          | 3 – 2     | Deportivo Táchira           | Estádio Dr. Nicolás Leoz, Assunção |
| 19:45 (UTC-3) | Cano 50' (pen), 72' · Torales 81' | Relatório | Fernández 30' · Chourio 79' | Árbitro: ECU Alfredo Intriago      |

| 14 de março   | Cruz Azul | 0 – 0     | Corinthians | Estádio Azul, Cidade do México |
| 19:00 (UTC-6) |           | Relatório |             | Árbitro: ECU Carlos Vera       |

| 21 de março   | Corinthians | 1 – 0     | Cruz Azul | Estádio do Pacaembu, São Paulo |
| 22:00 (UTC-3) | Danilo 35'  | Relatório |           | Árbitro: URU Martín Vázquez    |

| 27 de março      | Deportivo Táchira | 0 – 0     | Nacional | Estádio Polideportivo de Pueblo Nuevo, San Cristóbal |
| 20:00 (UTC-4:30) |                   | Relatório |          | Árbitro: BOL Raúl Orosco                             |

| 3 de abril       | Deportivo Táchira | 1 – 1     | Cruz Azul   | Estádio Polideportivo de Pueblo Nuevo, San Cristóbal |
| 20:30 (UTC-4:30) | Parra 19'         | Relatório | Giménez 83' | Árbitro: URU Darío Ubriaco                           |

| 11 de abril   | Nacional         | 1 – 3     | Corinthians                                  | Estádio Antonio Oddone Sarubbi, Ciudad del Este |
| 21:00 (UTC-4) | Ruiz Peralta 70' | Relatório | Jorge Henrique 28' · Emerson 51' · Elton 71' | Árbitro: ARG Patricio Loustau                   |

| 18 de abril   | Corinthians                                                                                    | 6 – 0     | Deportivo Táchira | Estádio do Pacaembu, São Paulo |
| 21:50 (UTC-3) | Danilo 17' · Paulinho 26' · Jorge Henrique 62' · Emerson 70' · Liédson 72' · Douglas 83' (pen) | Relatório |                   | Árbitro: CHI Patricio Polic    |

| 18 de abril   | Cruz Azul                                         | 4 – 1     | Nacional      | Estádio Azul, Cidade do México |
| 19:50 (UTC-6) | Orozco 20' · Maranhão 45' · Bravo 65' · Perea 80' | Relatório | Cristaldo 43' | Árbitro: PER Víctor Carrillo   |

### Grupo 7
| Equipe             | Pts | J | V | E | D | GP | GC | SG  |
| ------------------ | --- | - | - | - | - | -- | -- | --- |
| Vélez Sarsfield    | 12  | 6 | 4 | 0 | 2 | 10 | 6  | +4  |
| Deportivo Quito    | 10  | 6 | 3 | 1 | 2 | 11 | 4  | +7  |
| Defensor Sporting  | 9   | 6 | 3 | 0 | 3 | 6  | 7  | –1  |
| Chivas Guadalajara | 4   | 6 | 1 | 1 | 4 | 2  | 12 | –10 |

| 7 de fevereiro | Defensor Sporting | 0 – 3     | Vélez Sarsfield                         | Estádio Luis Franzini, Montevidéu |
| 19:45 (UTC-2)  |                   | Relatório | Ramírez 41' · Óbolo 81' · Domínguez 85' | Árbitro: CHI Enrique Osses        |

| 7 de fevereiro | Chivas Guadalajara | 1 – 1     | Deportivo Quito | Estádio Omnilife, Guadalajara |
| 20:15 (UTC-6)  | Arellano 90+2'     | Relatório | Alustiza 7'     | Árbitro: VEN Juan Soto        |

| 14 de fevereiro | Defensor Sporting               | 2 – 0     | Deportivo Quito | Estádio Luis Franzini, Montevidéu |
| 20:00 (UTC-2)   | Alemán 22' (pen) · Callorda 78' | Relatório |                 | Árbitro: BRA Héber Lopes          |

| 22 de fevereiro | Vélez Sarsfield            | 3 – 0     | Chivas Guadalajara | Estádio José Amalfitani, Buenos Aires |
| 22:00 (UTC-3)   | Óbolo 67' · Insúa 81', 82' | Relatório |                    | Árbitro: BRA Leandro Vuaden           |

| 7 de março    | Deportivo Quito                                    | 3 – 0     | Vélez Sarsfield | Estádio Olímpico Atahualpa, Quito |
| 17:45 (UTC-5) | Alustiza 45+3' (pen) · Martínez 47' · Saritama 70' | Relatório |                 | Árbitro: COL José Buitrago        |

| 13 de março   | Chivas Guadalajara | 1 – 0     | Defensor Sporting | Estádio Omnilife, Guadalajara |
| 21:15 (UTC-6) | Fierro 10'         | Relatório |                   | Árbitro: VEN Marlon Escalante |

| 22 de março   | Vélez Sarsfield | 1 – 0     | Deportivo Quito | Estádio José Amalfitani, Buenos Aires |
| 19:45 (UTC-3) | Martínez 89'    | Relatório |                 | Árbitro: BRA Wilson Seneme            |

| 28 de março   | Defensor Sporting | 1 – 0     | Chivas Guadalajara | Estádio Luis Franzini, Montevidéu |
| 19:45 (UTC-3) | Olivera 70'       | Relatório |                    | Árbitro: PAR Enrique Cáceres      |

| 10 de abril   | Deportivo Quito          | 2 – 0     | Defensor Sporting | Estádio Olímpico Atahualpa, Quito |
| 16:30 (UTC-5) | Checa 36' · Bevacqua 63' | Relatório |                   | Árbitro: PER Víctor Carrillo      |

| 11 de abril   | Chivas Guadalajara | 0 – 2     | Vélez Sarsfield            | Estádio Omnilife, Guadalajara |
| 17:45 (UTC-5) |                    | Relatório | Fernández 69' · Pratto 89' | Árbitro: PER Henry Gambetta   |

| 17 de abril   | Deportivo Quito                            | 5 – 0     | Chivas Guadalajara | Estádio Olímpico Atahualpa, Quito |
| 18:15 (UTC-5) | Alustiza 17', 27', 70', 86' · Martínez 64' | Relatório |                    | Árbitro: COL Wilmar Roldán        |

| 17 de abril   | Vélez Sarsfield | 1 – 3     | Defensor Sporting                            | Estádio José Amalfitani, Buenos Aires |
| 20:15 (UTC-3) | Insúa 63' (pen) | Relatório | Olivera 6' · D.M. Rodríguez 37' · Britos 46' | Árbitro: BRA Sandro Ricci             |

### Grupo 8
| Equipe               | Pts | J | V | E | D | GP | GC | SG |
| -------------------- | --- | - | - | - | - | -- | -- | -- |
| Universidad de Chile | 13  | 6 | 4 | 1 | 1 | 11 | 6  | +5 |
| Atlético Nacional    | 11  | 6 | 3 | 2 | 1 | 16 | 8  | +8 |
| Godoy Cruz           | 5   | 6 | 1 | 2 | 3 | 10 | 16 | –6 |
| Peñarol              | 4   | 6 | 1 | 1 | 4 | 6  | 13 | –7 |

| 14 de fevereiro | Atlético Nacional        | 2 – 0     | Universidad de Chile | Estádio Atanasio Girardot, Medellín |
| 21:30 (UTC-5)   | Valencia 27' · Pabón 80' | Relatório |                      | Árbitro: PER Víctor Carrillo        |

| 16 de fevereiro | Godoy Cruz | 1 – 0     | Peñarol | Estádio Malvinas Argentinas, Mendoza |
| 21:30 (UTC-3)   | Villar 51' | Relatório |         | Árbitro: BOL Raúl Orosco             |

| 21 de fevereiro | Peñarol | 0 – 4     | Atlético Nacional                 | Estádio Centenario, Montevidéu |
| 20:15 (UTC-2)   |         | Relatório | Córdoba 20', 49' · Pabón 64', 77' | Árbitro: PAR Carlos Amarilla   |

| 22 de fevereiro | Universidad de Chile                                     | 5 – 1     | Godoy Cruz | Estádio Santa Laura, Santiago |
| 19:45 (UTC-3)   | Fernandes 29', 45', 72' · Lorenzetti 34' · Henríquez 90' | Relatório | Sigali 53' | Árbitro: BRA Wilson Seneme    |

| 6 de março    | Peñarol     | 1 – 1     | Universidad de Chile | Estádio Centenario, Montevidéu |
| 20:30 (UTC-2) | Freitas 21' | Relatório | Fernandes 34'        | Árbitro: ECU Omar Ponce        |

| 8 de março    | Godoy Cruz                        | 4 – 4     | Atlético Nacional                                 | Estádio Malvinas Argentinas, Mendoza |
| 21:45 (UTC-3) | Caruso 8', 68', 89' · Ramírez 33' | Relatório | Mosquera 13' · Sigali 29' (g.c.) · Pabón 54', 69' | Árbitro: BRA Leandro Vuaden          |

| 22 de março   | Atlético Nacional | 2 – 2     | Godoy Cruz                  | Estádio Atanasio Girardot, Medellín |
| 20:00 (UTC-5) | Mosquera 2', 61'  | Relatório | Curbelo 23' · Castillón 34' | Árbitro: BRA Héber Lopes            |

| 27 de março   | Universidad de Chile | 2 – 1     | Peñarol    | Estádio Nacional, Santiago  |
| 21:30 (UTC-3) | Rodríguez 2', 90+1'  | Relatório | Valdez 51' | Árbitro: BRA Leandro Vuaden |

| 4 de abril    | Godoy Cruz | 0 – 1     | Universidad de Chile | Estádio Malvinas Argentinas, Mendoza |
| 19:30 (UTC-3) |            | Relatório | Henríquez 45+2'      | Árbitro: PAR Carlos Amarilla         |

| 10 de abril   | Atlético Nacional                    | 3 – 0     | Peñarol | Estádio Atanasio Girardot, Medellín |
| 21:00 (UTC-5) | Murillo 7' · Pabón 44' · Álvarez 59' | Relatório |         | Árbitro: BOL Joaquín Antequera      |

| 19 de abril   | Universidad de Chile         | 2 – 1     | Atlético Nacional | Estádio Nacional, Santiago |
| 22:00 (UTC-3) | Rodríguez 10' · González 68' | Relatório | Pabón 62'         | Árbitro: PER Víctor Rivera |

| 19 de abril   | Peñarol                                  | 4 – 2     | Godoy Cruz                  | Estádio Centenario, Montevidéu |
| 22:00 (UTC-3) | Zambrana 37', 73' · Mora 50' · Pérez 61' | Relatório | Sánchez 12' · Sevillano 19' | Árbitro: BRA Ricardo Marques   |